# Raionul Ocnița
Raionul Ocnița este un raion din nordul Republicii Moldova. Se învecinează cu Ucraina (regiunile Cernăuți și Vinița) și raioanele Briceni, Edineț, Dondușeni. Include 3 orașe și 18 comune (30 de sate, inclusiv reședințele de comună).
Are o suprafață de 0,6 mii km² și 47,4 mii locuitori (moldoveni/români – 63 %; ucraineni – 25,3 %; țigani – 6,8 %, în special în Otaci; ruși – 4,3 % etc). În raionul Ocnița, la Naslavcea, se află extremitatea nordică a Republicii Moldova.

## Demografie

### Statistici vitale
Principalii indicatori demografici, 2013:
- Natalitatea: ▼454 (8,2 la 1.000 locuitori)
- Mortalitatea: ▲808 (14,5 la 1.000 locuitori)
- Spor natural: -354

### Structura etnică
| Grup etnic | Populație | % Procentaj* |
| ---------- | --------- | ------------ |
| Români     | 32.595    | 57,68%       |
| Ucraineni  | 17.351    | 30,7%        |
| Țigani     | 3.417     | 6,04%        |
| Ruși       | 2.764     | 4,89%        |
| Găgăuzi    | 79        | 0,14%        |
| Bulgari    | 60        | 0,1%         |
| Alții      | 244       | 0,45%        |

## Administrație și politică
Președintele raionului Ocnița este Iurie Plopa (PSRM), reales la 27 noiembrie 2023.
Componența Consiliului Raional Ocnița (27 de consilieri), ales la 5 noiembrie 2023, este următoarea:
|  | Partid                                        | Consilieri | Componență | Componență | Componență | Componență | Componență | Componență | Componență | Componență | Componență | Componență | Componență | Componență | Componență | Componență | Componență |
|  | --------------------------------------------- | ---------- | ---------- | ---------- | ---------- | ---------- | ---------- | ---------- | ---------- | ---------- | ---------- | ---------- | ---------- | ---------- | ---------- | ---------- | ---------- |
|  | Partidul Socialiștilor din Republica Moldova  | 15         |            |            |            |            |            |            |            |            |            |            |            |            |            |            |            |
|  | Partidul Acțiune și Solidaritate              | 5          |            |            |            |            |            |            |            |            |            |            |            |            |            |            |            |
|  | Partidul Comuniștilor din Republica Moldova   | 3          |            |            |            |            |            |            |            |            |            |            |            |            |            |            |            |
|  | Partidul „Renaștere”                          | 2          |            |            |            |            |            |            |            |            |            |            |            |            |            |            |            |
|  | Partidul Dezvoltării și Consolidării Moldovei | 1          |            |            |            |            |            |            |            |            |            |            |            |            |            |            |            |
|  | Partidul Social Democrat European             | 1          |            |            |            |            |            |            |            |            |            |            |            |            |            |            |            |

## Diviziuni administrative
Raionul Ocnița are 33 localități: 3 orașe, 18 comune și 12 sate.

## Atracții turistice
Printre obiectivele de interes turistic din raion se numără biserica „Sf. Gheorghe Biruitorul” din orașul Ocnița (începutul sec. al XX-lea), muzeul memorial al scriitorului Constantin Stamati cu mormântul acestuia (comuna Ocnița), mănăstirea Călărășeuca (sec. al XIX-lea).

## Personalități
Următoarele personalități sunt originare din raionul Ocnița:
- Victor Jitari, politician, deputat în Parlamentul Republicii Moldova (2001-2005)
- Veronica Bacalu, viceguvernator al Băncii Naționale a Moldovei, șef de misiune la Fondul Monetar Internațional
- Ion Ciubuc, prim-ministru al Republicii Moldova
- Valeriu Cosarciuc, vice-prim-ministru al Republicii Moldova
- Anatol Golea, jurnalist
- Stanislav Groppa, doctor în medicină, membru corespondent al Academiei de Științe a Moldovei
- Lidia Guțu, vice-prim-ministru al Republicii Moldova
- Emil Loteanu, regizor de film
- Renata Verejanu, scriitoare
- Benjamin Ițhok Mihali, critic literar israelian (născut la Otaci)
- Marcel Răducan, ministru al construcțiilor și dezvoltării teritoriului
- Gheorghe Rusnac, istoric, ex-rectorul Universității de Stat din Moldova, ambasadorul Republicii Moldova în Italia
- Andrei Sangheli, prim-ministru al Republicii Moldova
- Oleg Serebrian, scriitor, politolog, diplomat și politician, vice-prim-ministru al Republicii Moldova
- Vitalie Tonu, doctor în medicină, Om Emerit al Republicii Moldova
- Vasili Voitovici, revoluționar rus (născut la Otaci)
- Petru Zadnipru, poet